# Vincenzo Verhoeven
Vincenzo Verhoeven (16 januari 1987) is een Belgische voetballer. Zijn huidige club is RVC Hoboken. Eerder speelde hij bij Germinal Beerschot, Vigor Wuitens Hamme, CS Visé, Waasland-Beveren, Sporting Hasselt, KSV Bornem, Berchem Sport, KFCO Beerschot-Wilrijk, KFC Lille en KSC Grimbergen. In maart 2020 tekende hij een contract bij eerste provincialer RVC Hoboken. Waarin hij zal aantreden vanaf het seizoen 2020/2021.

## Carrière
Verhoeven maakte op 18 mei 2007 zijn debuut in de Belgische eerste klasse in een wedstrijd tegen KSV Roeselare. Op de slotspeeldag van de competitie mocht hij in de 89e minuut invallen voor François Sterchele. Op 20 oktober 2007, in zijn tweede wedstrijd in eerste klasse, scoorde hij tegen FC Brussels zijn eerste doelpunt in eerste klasse. Verhoeven zakte nadien af naar lagere afdelingen, waar hij vlot de weg naar het doel vond: zo heeft hij tot op heden nog steeds het record van vijf goals in één wedstrijd op zijn naam. In de wedstrijd VW Hamme-K.M.S.K. Deinze (6-2) op 19 april 2009 scoorde Verhoeven vijfmaal.
Verhoeven was zeer geliefd bij de Germinal Beerschot-fans. Niet alleen was zijn vader, Eric lid van de administratie van de club, maar hij koos ook zonder twijfel voor zijn shirtnummer 13. Dit was het vroegere stamnummer van Beerschot. Na ervaringen bij verscheidene clubs in tweede en derde klasse keerde hij in 2015 terug naar 't Kiel, waar hij voor KFCO Beerschot-Wilrijk ging spelen.

## Statistieken
| 2006/07 | Germinal Beerschot     | België | Jupiler League | 1  | 0  |  |  |  |        |     |    |
| 2007/08 | Germinal Beerschot     | België | Jupiler League | 21 | 1  |  |  |  |        |     |    |
| 2008/09 | VW Hamme               | België | Exqi League    | 36 | 18 |  |  |  |        |     |    |
| 2009/10 | VW Hamme               | België | Exqi League    | 32 | 13 |  |  |  |        |     |    |
| 2010/11 | RCS Visé               | België | Exqi League    | 24 | 6  |  |  |  |        |     |    |
| 2011/12 | Waasland-Beveren       | België | Exqi League    | 1  | 0  |  |  |  |        |     |    |
| 2012/13 | Sporting Hasselt       | België | Derde klasse B | 19 | 7  |  |  |  |        |     |    |
| 2013/14 | KSV Bornem             | België | Derde klasse A | 21 | 12 |  |  |  |        |     |    |
| 2014/15 | Berchem Sport          | België | Derde klasse B | 34 | 7  |  |  |  |        |     |    |
| 2015/16 | KFCO Beerschot Wilrijk | België | Derde klasse B | 3  | 0  |  |  |  |        |     |    |
| 2016/17 | KFC Lille              | België | P.I            | 28 | 17 |  |  |  |        |     |    |
| 2017/18 | KSC Grimbergen         | België | Derde klasse A | 27 | 16 |  |  |  | Totaal | 191 | 76 |

## Erelijst
| Kampioen Derde Klasse B | 1x | 2015/16 |